# Henri de La Martinière
Maximilien Antoine Cyprien Henri Poisson de La Martinière (18. července 1859 Paříž – 17. března 1922 tamtéž) byl francouzský průzkumník, archeolog, diplomat a fotograf.

## Životopis
V letech 1882-1889 působil jako člen francouzského vyslanectví v Tangeru, vystřídal Charlese Tissota a v letech 1885 až 1889 prováděl a financoval vykopávky ve Volubilis a na místě ruin Lixus.
V roce 1889 byl jmenován do Alžíru a v roce 1890 odcestoval na jih Maroka. Odpovědný za vyslanectví v letech 1900 až 1901 v Tangeru byl v roce 1909 jmenován francouzským velvyslancem v Teheránu.

## Díla
- Album de 34 photographies du Maroc en 1887
- Itinéraire de Fez à Oudjda, 1895
- Notice sur le Maroc, 1897
- Esquisse de l'histoire du Maroc avant l'arrivée des Arabes, 1912
- Souvenirs du Maroc, 1919

## Ceny a ocenění
- Malta-Brun cena geografické společnosti (1899)

## Galerie

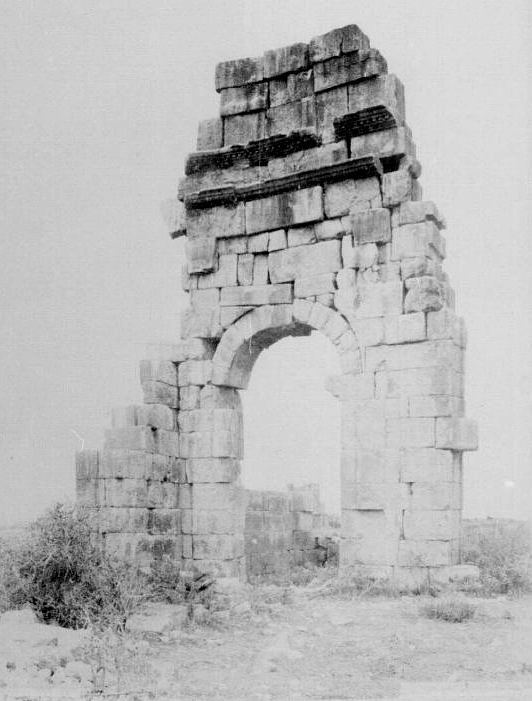
Bazilika Volubilis, 1887
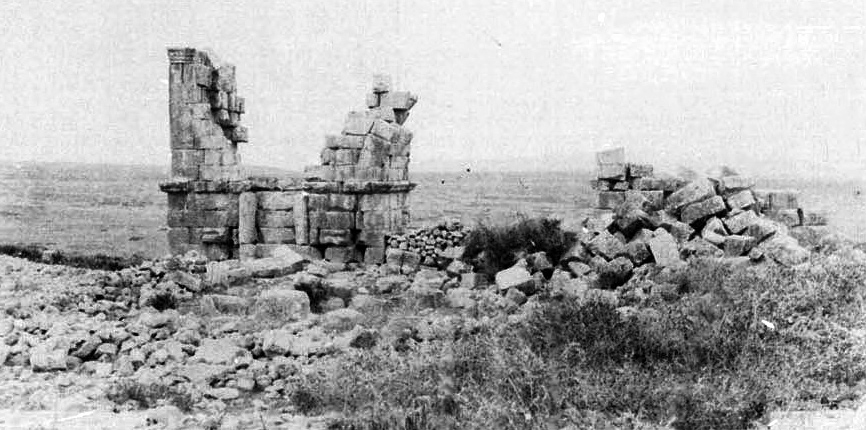
Vítězný oblouk Volubilis, 1887